# Puente Ferroviario de Ferradosa
El Puente Ferroviario de Ferradosa, igualmente conocida como Puente de Ferradosa, se refiere a dos infraestructuras ferroviarias de la Línea del Duero, cruzando el Río Duero junto a la localidad de Ferradosa, en el Ayuntamiento de São João da Pesqueira, en Portugal. El primer puente entró en servicio en 1887, siendo sustituido por un puente nuevo en 1980, debido a la construcción de la Presa de Valeira.

## Características
El puente actual presenta, aproximadamente, 375 metros de extensión y 7 metros de ancho.

## Historia
El tramo entre las estaciones de Tua y Pocinho, en que este puente se inserta, fue inaugurado  el 10 de enero de 1887.
El primer puente ferroviario de Ferradosa que se encontraba junto al actual; debido a la subida del nivel de las aguas causada por la construcción de la Presa de Valeira, se decidió construir otro puente, que fue terminado en 1980